# Enyalioides altotambo
La lagartija de palo de Alto Tambo (Enyalioides altotambo) es una especie de lagarto escamoso hoplocércido del género Enyalioides, endémico del noroccidente de Ecuador. Fue descrito por Omar Torres Carvajal, Pablo J. Venegas y Kevin de Queiroz en 2015 a partir del holotipo QCAZ 8073.

## Etimología
El epíteto específico de E. altotambo es un sustantivo en aposición y hace referencia a Alto Tambo, Provincia de Esmeraldas, Ecuador, un pueblo en la vía Ibarra-San Lorenzo dónde se descubrió la especie.

## Descripción
Mide entre 27,9 cm de longitud total (de los cuales 11,9 corresponde a la longitud hocico-cloaca y 16,9 cm a la longitud de la cola). La cabeza mide unos 3,9 cm de largo por 2,2 de ancho y 2, 9 cm de alto. Es de color verde brillante, con algunas escamas marrón negruzcas; superciliares y labiales de color amarillo; mancha azulada crema  detrás de tímpano, más ancha que alta; escalas crema azulado peritimpánicas y raya postimpánica pálido en cara lateral del cuello. Barbilla blanca. Tiene escamas en el borde lateral superior del cráneo, por detrás superciliares, fuertemente proyectadas. Presenta iris color marrón con un anillo dorado alrededor de la pupila.

### Coloración
El dorso presenta fondo verde brillante con manchas verde claro, una reticulación de color marrón oscuro y escalas dispersas de crema azulado; vertebrales verde amarillentos; cola verde con anillos incompletos de color marrón oscuro; marcas irregulares negras en las extremidades, que cubren la mayor parte de las manos y los pies. Región gular color crema azulado en la parte anterior lateral, que se hace verde amarillento y luego verde azulado en la parte posterior, con un parche negro posteromedial; cara ventral del cuerpo, extremidades y cola crema ennegrecido, que se extiende sobre el flanco; manchas de color verde claro en el dorso machos adultos con un parche negro en región medial gular que no se extiende dorsalmente.

### Diferencias con otras especies del mismo género
Enyalioides altotambo se diferencia de otras especies de Enyalioides, a excepción de E. oshaughnessyi, por la presencia de escamas dorsales suaves y de tamaño homogéneo.
Se puede distinguir exactamente de E. oshaughnessyi por las siguientes características:
- Un iris marrón en ambos sexos (iris rojo brillante en ambos sexos en E. oshaughnessyi)
- Escamas en el borde lateral del techo craneal, justo detrás de las superciliares fuertemente proyectados (moderadamente proyectadas en E. oshaughnessyi)
- Adultos de ambos sexos con manchas verde claro en el dorso (si las hay, manchas turquesas o azules en E. oshaughnessyi)
- Machos adultos con una mancha medial negra en la región gular que no se extiende dorsalmente para formar una barra antehumeral (mancha negra debajo del pliegue gular que se extiende dorsalmente para formar una barra antehumeral corta en E. oshaughnessyi)
- Escamas en los flancos de tamaño casi homogéneo (escamas de los flancos de tamaño heterogéneo, con algunas escamas agrandadas, escamas circulares y escamas quilladas en E. oshaughnessyi)
- Una franja pálida postimpánica en la cara lateral del cuello en ambos sexos (mancha pálida postimpánica en ambos sexos de E. oshaughnessyi)
- Superficie posterior de los muslos sin escamas agrandadas (escamas agrandadas dispersas en E. oshaughnessyi)
- longitud de la cola/longitud total 0,57–0,60 (0,59–0,62 en E. oshaughnessyi).[2]

## Hábitat y distribución
Nativa del bosque húmedo tropical de la provincia de Esmeraldas, en la vertiente occidental de los Andes, al noroccidente del Ecuador. Se ha encontrado únicamente entre los 620 y 645 m de altitud.